# Ноцек Микола Лаврентійович
Микола Лаврентійович Ноцек (6 травня 1930, Вільбівне — 21 грудня 2020, Київ) — український інженер-технолог, організатор нафтової та газової промисловостей, державний діяч. Почесний громадянин міста Острог (2000). Реформатор низки нафтопереробних заводів України, співорганізатор розбудови міста Острог, удосконалювач нафтопереробних технологічних процесів.
У різні періоди життя — директор декількох нафтопереробних заводів України, зокрема Надвірнянського (1964—1969) та Херсонського (1969—1973). Автор близько 40 наукових робіт, 5 авторських свідоцтв на винаходи.

## Життєпис
Народився 6 травня 1930 року в селі Вільбівне (теперішня Рівненська область України).
У 1953 році закінчив хіміко-технологічний факультет Львівського політехнічного інституту (декан — професор Яків Беркман). Відтоді ж — оператор, пізніше начальник цеху Новоуфимського нафтопереробного заводу (Уфа).
У 1960-ті—1970-ті роки — директор декількох нафтопереробних заводів України: Надвірнянського (Надвірна, Івано-Франківщина; 1964—1969) та Херсонського (1969—1973). З 1973 року — перший заступник начальника Головного управління з нафтопереробної та нафтохімічної промисловості УРСР (Головнафтохімпром УРСР).
Після ліквідації Головнафтохімпрому у 1988 році обійняв посаду генерального директора державного виробничого об'єднання «Укрнафтохімпром» та першого віцепрезидента компанії, що входила до складу цього об'єднання — «Укрнафтохім». Був призначений заступником голови Державного комітету з хімічної, нафтохімічної промисловості та медвиробів України.

Могила Миколи Ноцека, Байкове кладовище

У 1992 році вийшов на пенсію. Жив у Києві, на державній дачі в Конча-Заспі. Помер у 90-річному віці 21 грудня 2020 року. Був кремований, прах похований у колумбарії Байкового кладовища (ділянка № 1, тераса № 2, 50°24′57.35″ пн. ш. 30°30′16.8″ сх. д. / 50.4159306° пн. ш. 30.504667° сх. д.).

## Організаторська діяльність
Під час роботи в Уфі брав участь у будівництвах, запусках та освоєннях виробництв із переробки нафти та газу. На посаді директора Надвірнянського нафтопереробного заводу керував реконструкцією цехів, запусками установки термічного крекінгу потужністю 400 тисяч тонн сировини на рік, установки з виробництва електродного коксу потужністю 300 тисяч тонн сировини на рік, цеху з виробництва синтетичних жирних кислот потужністю 25 тисяч тонн на рік.
Як директор Херсонського нафтопереробного заводу, організував реконструкцію діючих та будівництво нових виробництв, доклав зусиль до перетворення заводу на провідне нафтопереробне підприємство Південної України. Працюючи в Головнафтохімпромі УРСР, керував, зокрема, розбудовою міста Острог — спорудженням Острозького шиноремонтного заводу, багатоповерхових будинків, газопроводу Рівне—Острог, обладнанням міської каналізації. Очолював державні комісії з запуску Лисичанського нафтопереробного заводу, реконструкцій Кременчуцького, Дрогобицького та Одеського нафтопереробних заводів.
Автор близько 40 наукових робіт, 5 авторських свідоцтв на винаходи, удосконалювач нафтопереробних технологічних процесів. Член-кореспондент Української нафтогазової академії.

## Авторські свідоцтва на винаходи (у співавторстві)
- 1981 — «Измеритель границы раздела двух сред»
- 1981 — «Влагомер»
- 1981 — «Устройство для каталитического крекинга нефтяного сырья»
- 1985 — «Кавитационный смеситель»
- 1991 — «Способ получения катионита и серной кислоты из кислого гудрона»

## Нагороди
- два ордени Трудового Червоного Прапора
- грамота Президії Верховної Ради УРСР
- медаль «Ветеран праці»
- медаль «В ознаменування 100-річчя з дня народження Володимира Ілліча Леніна»
- почесний громадянин Острога (2000)[1]